# 프랑코 시뇨렐리
프랑코 시뇨렐리(스페인어: Franco Signorelli, 1991년 1월 1일, 베네수엘라 메리다 ~ )는 베네수엘라의 축구 선수이다.
그는 세리에 B 2011-12 시즌 최고의 골을 수상했다.